# Колібрі-діамант
Колі́брі-діама́нт (Heliodoxa) — рід серпокрильцеподібних птахів родини колібрієвих (Trochilidae). Представники цього роду мешкають в Центральній і Південній Америці.

## Види
Виділяють десять видів:
- Колібрі-діамант венесуельський (Heliodoxa xanthogonys)
- Колібрі-діамант рожевогорлий (Heliodoxa gularis)
- Колібрі-діамант перуанський (Heliodoxa branickii)
- Колібрі-діамант чорногорлий (Heliodoxa schreibersii)
- Колібрі-діамант золотистий (Heliodoxa aurescens)
- Колібрі-діамант рубіновогорлий (Heliodoxa rubinoides)
- Колібрі-діамант колумбійський (Heliodoxa jacula)
- Колібрі-діамант королівський (Heliodoxa imperatrix)
- Колібрі-діамант фіолетоволобий (Heliodoxa leadbeateri)
- Колібрі вогнехвостий (Heliodoxa rubricauda)

## Етимологія
Наукова назва роду Heliodoxa походить від сполучення слів дав.-гр. ἡλιος — сонце і δοξα — слава, велич.